# デロンギ
デロンギ（伊: De'Longhi）は、イタリアのトレヴィーゾを本拠地とする電気機器製造会社またはグループである。

## 概要
1902年に交換部品を作る小工場として創立し、1950年に会社は電気機器の製造をはじめた。
歴史的に暖房機器と、「ピングイーノ」（Il Pinguino）などの空調機の製造に重点が置かれていて、あらゆる小型電気機器、特にコーヒー機械と調理機器も対象が拡大している。また家庭用の掃除機や洗濯機も製造している。
イタリア証券取引所上場企業である。
日本ではオイルヒーターで知られる他、エスプレッソメーカー、ハンドブレンダーやオーブンなどのキッチン家電など幅広い取り扱いを行っている。
2007年9月、東京・代官山に日本初の直営路面店、カーサデロンギをオープン。デロンギ製品の販売のほか、本社のあるトレヴィーゾ料理を提供するレストランも併設していたが、現在は閉店している。
2013年よりドイツメーカー「ブラウン」の日本向け調理器具製品の販売・サポート業務をデロンギ・ジャパンが代理請負開始。

## 主要製品

### ヒーター
- オイルヒーター

イタリアメーカーならではの特徴的なデザインのオイルヒーターがラインナップされている。
- ファンヒーター
- パネルヒーター

### コーヒーメーカー

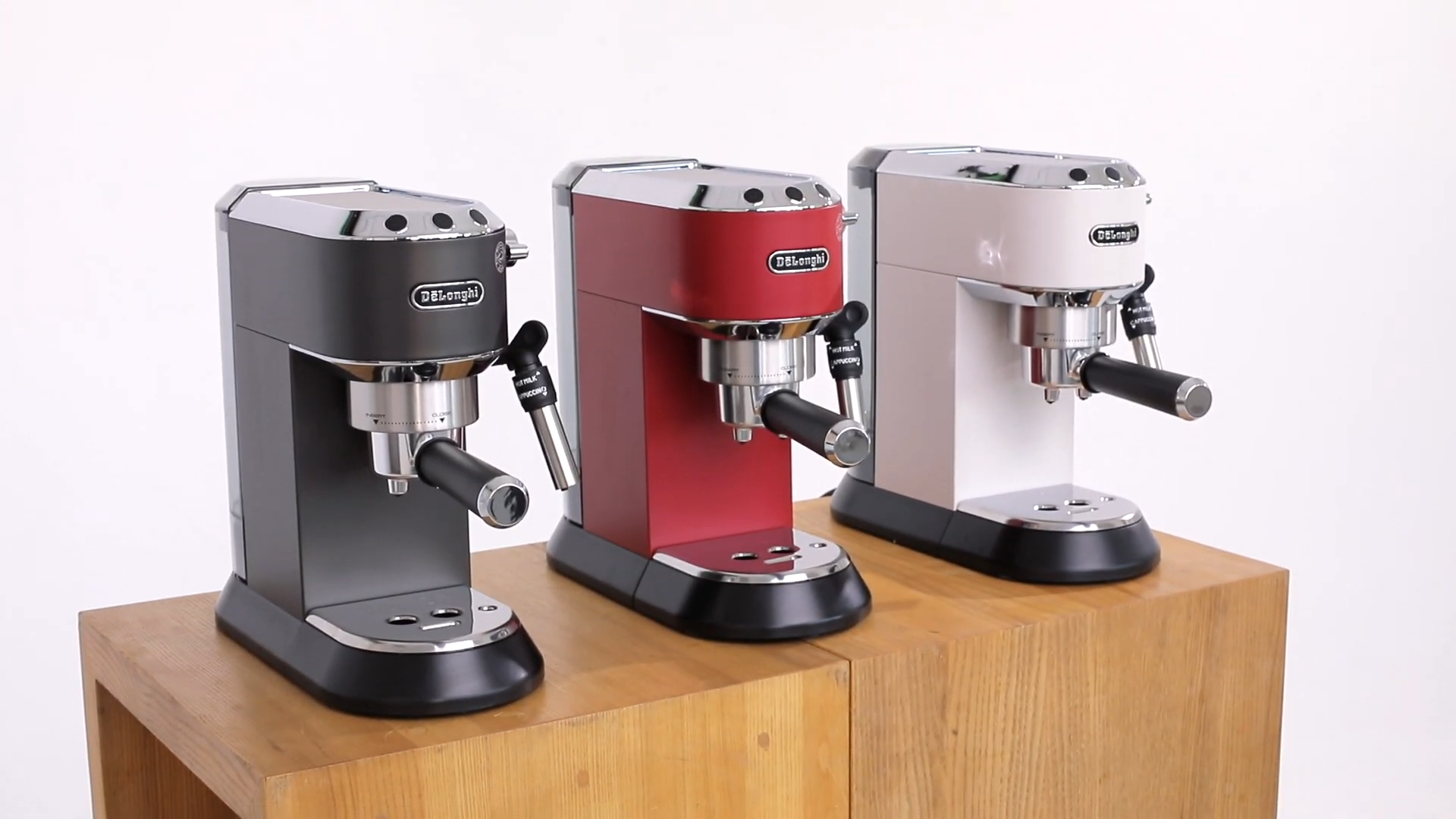
デロンギのエスプレッドマシン

- 全自動エスプレッソマシン

豆を入れるだけで、豆挽き、タンピング、加圧、抽出までの全ての工程を単純なボタン操作で行うマシン。
- ポンプ式エスプレッソマシン

フィルターホルダーにセットした挽き豆やカフェポッドに、圧力をかけたお湯を通すことで抽出を行うマシン。
- ドリップコーヒーメーカー

フィルターを用い、濾過しながらコーヒーを抽出することをフィルターコーヒー、あるいはドリップコーヒーと言い、これを手動ではなく自動で濾過抽出を行う最もシンプルな構造のマシン。

### キッチン家電
- 電気ケトル
- ハンドブレンダー
- フードプロセッサー
- オーブン
- ポップアップトースター

## テレビ番組
- 日経スペシャル カンブリア宮殿 イタリア発デロンギのニッポン戦略（2022年12月1日、テレビ東京）- デロンギ・ジャパン社長 杉本敦男出演[1][2]。